# Iljušin Il-114
Iljušin Il-114 je ruský turbovrtulový dopravní letoun pro regionální tratě. Zamýšlen byl jako náhrada zastaralých letounů Antonov An-24, vzlet prvního prototypu se uskutečnil 29. března 1990 a dosud vzniklo 20 strojů.
Poté nastala krize ruského průmyslu, která se dotkla i vývoje nových letadel a po havárii prototypu roku 1993 byl tento vývoj zastaven. Zkoušky se znovu rozběhly až na konci roku 1994 a roku 1997 byl letoun schválen do provozu. Výroba Il-114 byla v červenci 2012 dočasně pozastavena, šestý a poslední letoun byl dodán Uzbekistan Airlines dne 24. května 2013. V roce 2016 společnost uvedla, že výroba bude znovu zahájena s výhradně ruskými díly s novým prvním letem v roce 2019 a prvním letadlem v komerčním provozu v roce 2021. Rozhodnutí ukončit výrobu je v souladu s rozhodnutím uzbecké vlády převést továrnu v Taškentu na jiné výrobní linky (jmenovitě konstrukční jednotky, výrobky pro domácnost, náhradní díly pro automobily a zemědělskou techniku), a to navzdory ruskému zájmu o zachování výrobní linky a údajně vysoké poptávce po letounu. Toto bylo přeloženo v oznámení zástupce závodu z října 2013, že výroba má být obnovena poté, co továrna vyřeší finanční záležitosti a také kvůli zájmu „ruské strany“.

## Vývoj

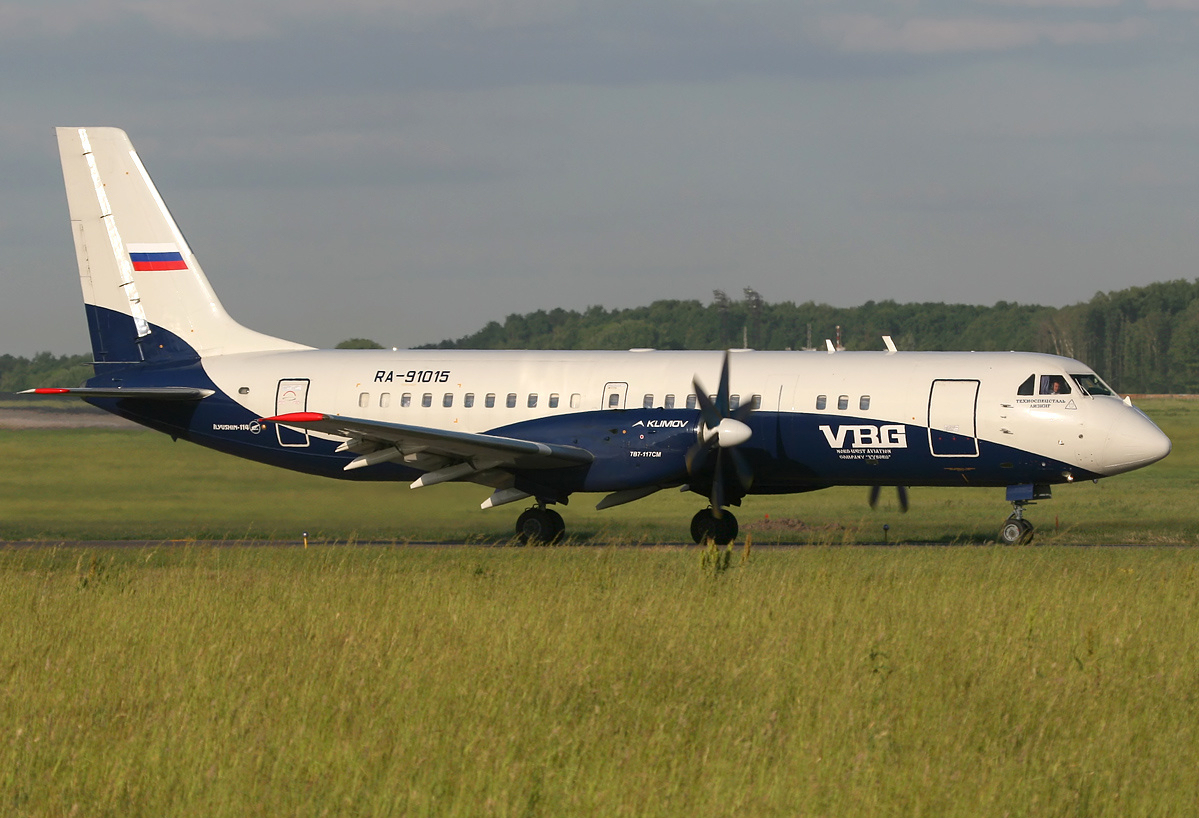
Il-114 společnosti Vyborg Airlines, 2007

V červnu 1986 začala OKB Iljušin pracovat na náhradě za Antonov An-24, z nichž velké množství zůstávalo u Aeroflotu v provozu. Sovětské ministerstvo leteckého průmyslu stanovilo požadavky na náhradu An-24, včetně schopnosti přepravit 60 cestujících na vzdálenost 1 000 kilometrů (620 mil) při rychlosti 500 kilometrů za hodinu (310 mph), při nižší spotřebě paliva než jeho předchůdce a zachování schopnosti operovat z špatně vybavených letišť s nezpevněnými přistávacími dráhami. Očekávalo se, že vývoj nového letadla bude relativně jednoduchý, první let byl naplánován na rok 1989, se vstupem do služby v roce 1992.
Il-114 je dolnoplošník se dvěma turbovrtulovými motory a převážně kovovým drakem. Kompozitní materiály byly použity u nestrukturálních částí. Letoun je poháněn dvěma turbovrtulovými motory Klimov TV7-117S, pohánějící šestilisté vrtule. Podvozek je zatahovací s příďovým kolem, zatímco na křídlech jsou namontovány dvouštěrbinové klapky na odtokových hranách. Na rozdíl od předešlých sovětských dopravních letadel, která měla početnou letovou posádku, si Il-114 už vystačí s dvoučlennou posádkou, která je vybavena elektronickými letovými přístroji. Letoun pojme až 64 cestujících, přičemž zavazadla cestujících jsou přepravována v oddílech v přední a zadní části trupu, nikoli pod podlahou.
První prototyp uskutečnil svůj první let z letiště Žukovskij 29. března 1990. Vývoj byl zpomalen technickými problémy (včetně zpoždění s motory TV7-117) a organizačními a finančními problémy spojenými s rozpadem Sovětského svazu, přičemž Il-114 měl být v brzké době vyroben v Taškentském závodě v nezávislém Uzbekistánu. Druhý prototyp vzlétl až 24. prosince 1991. Tento druhý prototyp havaroval a 5. července 1993 zahynulo sedm z devíti lidí na palubě, což způsobilo, že se ruská vláda stáhla z financování Il-114, ačkoli konstrukční kancelář pokračovala ve vývoji z vlastních zdrojů. Il-114 nakonec získal certifikaci letové způsobilosti dne 26. dubna 1997.

## Nehody a incidenty
- 5. července 1993 utrpěl zkušební exemplář Iljušin Il-114 havárii během testování na letišti Žukovskij kvůli chybě posádky, když nebyl dodržen protokol pro rozběh motoru před vzletem a oba motory se během stoupání zastavily. Zahynulo 5 z 9 členů posádky.[12]
- 5. prosince 1999 utrpěla nákladní verze Iljušinu Il-114 při testování na letišti Domodědovo havárii, při níž zahynulo pět lidí a dva byli zraněni.[13]

## Specifikace (Il-114)

### Technické údaje
- Posádka: 2
- Kapacita: 64 cestujících
- Délka: 26,88 m
- Rozpětí: 30,00 m
- Výška: 9,19 m
- Plocha křídel: 81,9 m²
- Štíhlost křídla: 11:1
- Hmotnost prázdného letadla: 15 000 kg
- Maximální vzletová hmotnost: 23 500 kg
- Kapacita paliva: 8,780 l (1 931 imp gal; 2 319 US gal)
- Pohonná jednotka: 2× turbovrtulový motor Klimov TV7-117S, každý o výkonu 1 839 kW (2 466 hp)

### Výkony
- Maximální rychlost: 500 km/h (310 mph, 270 kn)
- Cestovní rychlost: 470 km/h (290 mph, 250 kn)
- Dolet: 1 000 km (620 mi, 540 nmi) s 64 cestujícími